# Pediana mainae
Pediana mainae är en spindelart som beskrevs av Hirst 1995. Pediana mainae ingår i släktet Pediana och familjen jättekrabbspindlar.
Artens utbredningsområde är Northern Territory, Australien. Inga underarter finns listade i Catalogue of Life.